# Liliana Barón Caballero
Liliana Barón Caballero (Paz de Ariporo, 1969) es una abogada y política colombiana, quien fue miembro de la Cámara de Representantes en representación de Casanare, por el Partido Liberal.

## Biografía
Nació en 1969 y es graduada como abogada por la Universidad Externado de Colombia, universidad de la cual posee una especialización en Contratación Estatal. Comenzó su carrera en el sector público, como asesora jurídica de la Empresa de Acueducto y Alcantarillado de Yopal y de la Alcaldía de esta ciudad, cuando el cargo fue ejercido por Efrén Hernández (1998-2000), miembro del Partido Liberal y quien se convirtió en su mentor político.
En 2002 apoyó la campaña de Hernández para la Cámara de Representantes, y cuando éste alcanzó la curul en 2004, luego de demandar la elección ante el Consejo de Estado, Barón se convirtió en una ficha clave de su Unidad Técnica Legislativa (el personal que asesora a cada parlamentario).
En marzo de 2006 participó como segundo renglón de Hernández en las elecciones legislativas, en las que el dirigente liberal logró renovar su curul; en septiembre Liliana Barón fue incluida en la terna que el Partido Liberal debía presentar ante el presidente Álvaro Uribe para completar el periodo de Miguel Ángel Pérez como Gobernador de Casanare, pero Uribe optó por el economista Whitman Porras, de la misma línea política que Hernández y Barón. El 26 de octubre de 2006 Efrén Hernández renunció a la Cámara de Representantes para iniciar su campaña por la Gobernación, lo que convirtió a Liliana Barón Caballero en la primera mujer que representa a Casanare en el Congreso de Colombia.
El 20 de julio de 2009 asumió como vocera del Partido Liberal en la Cámara de Representantes. Concluyó su mandato en el congreso el 20 de julio de 2010.